# Björn Lakenmacher

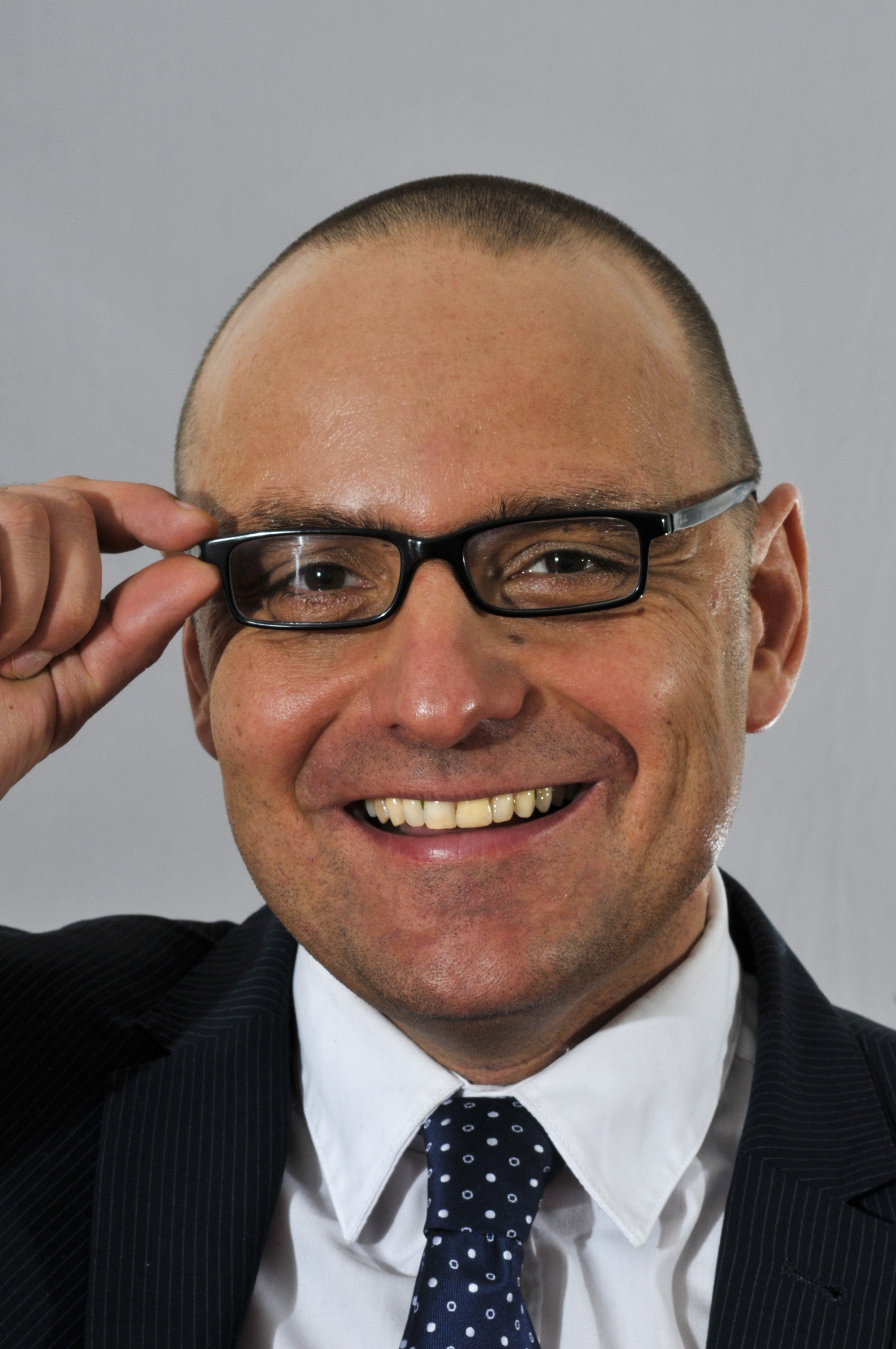
Björn Lakenmacher (2016)

Björn Lakenmacher (* 21. Januar 1975 in Lutherstadt Wittenberg, Bezirk Halle, DDR) ist ein deutscher Politiker (CDU). Er war von 2010 bis 2024 Abgeordneter des Brandenburgischen Landtags.

## Leben und Beruf
Nach dem Abitur in Königs Wusterhausen 1993 machte er seinen Wehrdienst beim Luftverteidigungssektor 5 in Fürstenwalde. Danach war Lakenmacher von 2000 bis 2003 Polizeibeamter des Landes Berlin mit gleichzeitigem Studium zum Diplom-Verwaltungswirt. Seit 2004 ist er Kriminalbeamter beim Bundeskriminalamt. Dort war er bis zu seinem Einzug in den Landtag für die Gewerkschaft Bund Deutscher Kriminalbeamter (BDK) Mitglied des örtlichen Personalrates des BKA in Berlin.
Lakenmacher ist ledig und wohnt in der Stadt Mittenwalde im Landkreis Dahme-Spreewald.

## Politik
Seit 2000 ist Lakenmacher Mitglied der CDU Brandenburg und der Jungen Union. Von 2001 bis 2004 war er Kreisvorsitzender der Jungen Union Dahme-Spreewald. Nach mehreren Jahren als Beisitzer im Kreisvorstand war er von 2012 bis 2014 stellvertretender Kreisvorsitzender des CDU-Kreisverbandes Dahme-Spreewald und ist seit 2014 Kreisvorsitzender. Seit 2011 ist Björn Lakenmacher Mitglied des Landesvorstandes der CDU Brandenburg.

## Abgeordneter
Zur Landtagswahl in Brandenburg am 27. September 2009 kandidierte Lakenmacher im Landtagswahlkreis Dahme-Spreewald I für ein Mandat. Der direkte Einzug in den Landtag gelang nicht. Am 28. April 2010 rückte er jedoch für Johanna Wanka, die als Ministerin für Wissenschaft und Kultur nach Niedersachsen wechselte, in den Landtag nach. Er war in der 5. Wahlperiode ordentliches Mitglied im Ausschuss für Europaangelegenheiten und Entwicklungspolitik und in der 5. und 6. Wahlperiode ordentliches Mitglied und stellvertretender Vorsitzender im Innenausschuss, Mitglied im Ausschuss für Haushaltskontrolle, sowie stellvertretendes Mitglied im Wahlprüfungsausschuss. Zudem ist er in der 6. Wahlperiode sowie bis zur Konstituierung der Ausschüsse auch in der 7. Wahlperiode stellvertretender Vorsitzender der Parlamentarischen Kontrollkommission. Er war der stellvertretende Vorsitzende des NSU-Untersuchungsausschusses sowie der Ombudsmann seiner Fraktion im Untersuchungsausschuss zur RBB-Affäre. Ab 2014 bis zu seinem Ausscheiden aus dem Landtag im Oktober 2024 war er der innenpolitische Sprecher, ab 2019 zudem stellvertretender Vorsitzender der CDU-Fraktion im Landtag Brandenburg.

## Gesellschaftliches Engagement
Lakenmacher ist Mitglied des Freundeskreises der Bundesakademie für Sicherheitspolitik in Berlin.

## Publikationen (Auswahl)
- (mit Björn Stahlhut und Dr. Bruno Most) Gesamtverteidigung akut – Warum sich die zivile Verteidigung weiterentwickeln muss. Crisis Prevention, Online abrufbar: hier.
- (mit Björn Stahlhut) Zivile Verteidigung, KRITIS und die Zeitenwende. DPolBl 3.2024 S. 33. Richard Boorberg Verlag, Stuttgart 2024, ISSN 0175-4815.